# Masław
Masław – staropolskie imię męskie, złożone z członów Ma- (ten człon mógł pochodzić od Mało – „mało”, lub Mano – „zwodzić”) i -sław („sława”). Do tej formy skracano również imiona Męcisław i Mojsław (to ostatnie wyłącznie w ruskiej kronice Nestora). 
Według hipotezy Stanisława Rosponda, Masław jest skróconą formą niezachowanego w pierwotnym brzmieniu imienia Jimasław, który wtórnie utrzymał się jako Jimisław, natomiast w oryginale kroniki Nestora występowała forma Masław, zadideowana następnie z bardziej znaną kopistom formą Mojsław. Inną hipotezą jest założenie Marii Malec i Józef Bubaka, że imię to mogło być skrótem od niepoświadczonego imienia *Małosław.
Masław imieniny obchodzi 1 stycznia.